# آنتونی لولین
آنتونی لولین (به انگلیسی: John Anthony Llewellyn) فضانورد اهل ایالات متحده آمریکا است که در ۲۲ آوریل ۱۹۳۳ میلادی در کاردیف زاده شد.